# BRIT Awards 2014
La XXXIV edizione dei BRIT Awards si tenne il 19 febbraio 2014 per la terza volta presso l'O2 Arena di Londra. Lo show fu condotto per la quarta volta da James Corden.

## Esibizioni
- Arctic Monkeys – R U Mine?
- Katy Perry – Dark Horse
- Bruno Mars – Treasure
- Beyoncé – XO
- Disclosure, Lorde & AlunaGeorge – Royals, White Noise
- Ellie Goulding – I Need Your Love, Burn
- Bastille, Rudimental & Ella Eyre – Pompeii, Waiting All Night
- Pharrell Williams & Nile Rodgers – Get Lucky, Good Times, Happy

## Vincitori
Ecco la lista completa dei vincitori dei Brit Awards 2014:
- British Male Solo Artist - David Bowie
- British Female Solo Artist - Ellie Goulding
- British Group - Arctic Monkeys
- British Breakthrough Act - Bastille
- British Single - Waiting All Night by Rudimental ft. Ella Eyre
- British Album Of The Year - AM by Arctic Monkeys
- Best Video – One Direction
- International Male Solo Artist - Bruno Mars
- International Female Solo Artist - Lorde
- International Group - Daft Punk
- Global Success - One Direction
- Critics' Choice - Sam Smith
- British Producer Of The Year - Flood & Alan Moulder